# Rima Fakih
Rima Fakih (Srifa, Líbano, 22 de septiembre de 1985) es una modelo y reina de belleza estadounidense, ganadora de los títulos de Miss Michigan USA 2010 y Miss USA 2010. Se convirtió en Miss Michigan USA el 19 de septiembre de 2009, y ganó el título de Miss USA 2010 el 16 de mayo de 2010. Rima representó a los Estados Unidos en Miss Universo 2010 donde no llegó al cuadro de las finalistas.

## Biografía
Nacida en Líbano, cuando era niña, Fakih emigró a los Estados Unidos con su familia, es la primera Miss USA de origen libanes-musulmán(Ahora de confesión Cristiana) En el 2008, viajó nuevamente al  Líbano para competir en el certamen de belleza Miss Líbano Emigrante, Llegando en Tercer lugar.
Rima reside en Dearborn, Míchigan. Graduada en Economía y Gerencia de Empresas de la Universidad de Míchigan en Dearborn. Actualmente cuenta con doble nacionalidad. Participó en la versión de Tough Enough 2011 de la WWE pero fue eliminada.